# Get the Party Started
«Get the Party Started» (en español: «Que empiece la Fiesta») es una canción de Pink, y fue el primer sencillo de su segundo álbum M!ssundaztood (2001). Se convirtió en un éxito internacional.

## Escritura
La canción fue escrita por Linda Perry. Dijo que el proceso de elaboración de la canción fue "tan diferente a mí", de acuerdo con ella, ella estaba pasando por una "fase extraña."

## Lanzamiento
Alcanzó el número 4 en Billboard Hot 100, convirtiéndose en el segundo sencillo más exitoso de Pink en los Estados Unidos junto a "Most Girls" (2000). Internacionalmente este sencillo también fue un éxito logrando posicionarse como número 1 en Italia, Rumania y Nueva Zelanda.
Esta canción recibió una nominación al Grammy en el 2003, en la categoría de Best Female Pop Vocal Performance.

## Video musical
El video musical fue filmado por el director Dave Meyers en Los Ángeles. En el vídeo P!nk está vestida de rapera y se la ve por una mirilla coloreada, después, sale con el pelo teñido de negro, y luego, saliendo de la ducha (la artista, tras recapacitarlo, decidió que en el vídeo sólo se le vería con una toalla, y no saliendo desnuda como propuso uno de los productores), y luego se prepara para ir con sus amigos a la discoteca.
El video fue nominado a los  MTV Video Music Awards 2002 por "Mejor video Pop" y ganó los premios de "Mejor video Femenino" y "Mejor video con Baile".

## Pista de anuncios y formatos
| Europa sencillo en CD 1. «Get the Party Started» – 3:12 2. «Get the Party Started»/«Sweet Dreams» featuring Redman – 4:05 Europa maxisencillo 1. «Get the Party Started» (radio mix) – 3:12 2. «Get the Party Started» (K5 Werk Kraft mix) featuring Spoonface – 7:02 3. «Get the Party Started» (P!nk Noise Disco mix «radio edit») – 3:44 4. «Get the Party Started» (video) [bonus] | Australia sencillo en CD 1. «Get the Party Started» (radio mix) – 3:14 2. «Get the Party Started»/«Sweet Dreams» – 4:08 3. «Get the Party Started» (P!nk Noise Disco mix «radio edit») – 3:46 4. «Get the Party Started» (instrumental) – 3:12 |

## Posicionamiento en listas
| Listas (2001-2002)                    | Mejor posición |
| ------------------------------------- | -------------- |
| Alemania (Offizielle Deutsche Charts) | 2              |
| Australia (ARIA)                      | 1              |
| Austria (Ö3 Austria Top 40)           | 2              |
| Canadá (Canadian Hot 100)             | 11             |
| Dinamarca (Tracklisten)               | 2              |
| España (Top 100 Canciones)            | 1              |
| Estados Unidos (Billboard Hot 100)    | 4              |
| Estados Unidos (Hot Dance Club Songs) | 1              |
| Estados Unidos (Mainstream Top 40)    | 2              |
| Finlandia (OFC)                       | 3              |
| Francia (SNEP)                        | 4              |
| Hungría (Rádiós Top 40)               | 15             |
| Irlanda (IRMA)                        | 1              |
| Italia (FIMI)                         | 2              |
| Nueva Zelanda (Recorded Music NZ)     | 1              |
| Noruega (VG-lista)                    | 2              |
| Países Bajos (Dutch Top 40)           | 2              |
| Reino Unido (Official Charts Company) | 2              |
| Rumania (Romanian Top 100)            | 1              |
| Suecia (Sverigetopplistan)            | 3              |
| Suiza (Schweizer Hitparade)           | 2              |